# Linia kolejowa 8 Győr – Sopron
Linia kolejowa Győr – Sopron – linia drugorzędna na Węgrzech. Jest to linia jednotorowa, zelektryfikowana.